# NGC 385
NGC 385 is een elliptisch sterrenstelsel in het sterrenbeeld Vissen. Het hemelobject ligt ongeveer 229 miljoen lichtjaar van de Aarde verwijderd en werd op 4 november 1850 ontdekt door de Ierse astronoom William Parsons.

## Synoniemen
- PGC 3984
- UGC 687
- Arp 331
- MCG 5-3-56
- VV 193
- ZWG 501.85
- 4ZW 38
- Z 0104.7+3203